# Ensemble pour la République (France)
Pour les articles homonymes, voir Ensemble (homonymie) et Ensemble pour la République.
Ne doit pas être confondu avec Ensemble (parti français).
Ensemble, de son nom complet Ensemble pour la République,, est une coalition de partis politiques français ayant la forme juridique d'un parti, lancée le 29 novembre 2021 à la Maison de la Mutualité, à Paris, en vue des élections législatives de 2022, afin de regrouper la majorité présidentielle d'Emmanuel Macron, président de la République sortant.
En mai 2022, Ensemble est présidée par Richard Ferrand avec deux vice-présidents, François Bayrou et Édouard Philippe. Stanislas Guerini en est le secrétaire général.
Sept partis la composent initialement : La République en marche, le Mouvement démocrate, Horizons, Agir, Territoires de progrès, le Parti radical et En commun. Lors des élections législatives de 2022, les candidats se présentent tous sous l'étiquette « Ensemble ! majorité présidentielle ».
Dès le lancement de sa campagne électorale pour les élections législatives françaises anticipées de 2024, Ensemble prend le nom d'« Ensemble pour la République ».

## Objectifs
Cette formation a pour objectif de regrouper la majorité présidentielle d'Emmanuel Macron dans la perspective de l'élection présidentielle de 2022 ainsi que de présenter des candidatures communes pour les élections législatives de 2022,.
En mai 2022, le président d'Ensemble, Richard Ferrand, indique comme objectif « une majorité stable à l’Assemblée » « forte, unie et rassemblée ». Édouard Philippe, vice-président d'Ensemble, précise que le programme d'Ensemble « c'est celui du Président ». L'objectif est de soutenir Emmanuel Macron dans les cinq années à venir. François Bayrou, vice-président d'Ensemble, indique que la coalition permettra de conserver le « caractère original des sensibilités politiques » des trois principaux partis, à savoir Renaissance, le Mouvement démocrate et Horizons, qui pourront constituer un groupe à l'Assemblée nationale.

## Composition actuelle
L'accord de coalition rassemble, en mai 2022, trois partis : La République en marche, le Mouvement démocrate et Horizons. Quatre autres partis sont mentionnés (avec leur logo) sur le site officiel : Agir, Territoires de progrès, Parti radical et En commun. La Fédération progressiste et Refondation républicaine, partis fondés au printemps 2022 respectivement par François Rebsamen et Jean-Pierre Chevènement, souhaitent également présenter des candidats au sein de la coalition.
Le 17 septembre 2022, La République en marche, Agir et Territoires de progrès fusionnent pour former Renaissance.
Au moment des élections européennes de 2024 l'Union des démocrates et indépendants se rallie à la liste "Besoin d'Europe", menée par Valérie Hayer, soutenue par les partis membres de la coalition Ensemble.
En avril 2025, le parti En commun annonce son départ pour rejoindre La Convention.
| Parti | Parti                                              | Logo | Abv.             | Idéologie                                                                                    | Position                               | Dirigeant         |
| ----- | -------------------------------------------------- | ---- | ---------------- | -------------------------------------------------------------------------------------------- | -------------------------------------- | ----------------- |
|       | Renaissance                                        |      | RE               | Social-libéralisme, réformisme, europhilie, troisième voie, transformisme                    | Centre gauche à droite ou attrape-tout | Stéphane Séjourné |
|       | Mouvement démocrate                                |      | MoDem            | Démocratie chrétienne, europhilie, social-libéralisme                                        | Centre                                 | François Bayrou   |
|       | Horizons                                           |      | HOR              | Libéralisme, europhilie, républicanisme                                                      | Centre droit à droite                  | Édouard Philippe  |
|       | Parti radical                                      |      | PR               | Radicalisme, laïcisme, solidarisme, républicanisme, social-libéralisme, fédéralisme européen | Centre                                 | Nathalie Delattre |
|       | Union des démocrates et indépendants (depuis 2024) |      | UDI              | Démocratie chrétienne, europhilie, social-libéralisme                                        | Centre à centre droit                  | Hervé Marseille   |
|       | Fédération progressiste                            |      | FP               | Progressisme, social-démocratie, europhilie, réformisme                                      | Centre à gauche                        | François Rebsamen |
|       | Tapura Huiraatira                                  |      | Tapura           | Autonomisme Social-libéralisme Anti-indépendantisme                                          | Centre                                 | Édouard Fritch    |
|       | Ia Ora te Nuna'a                                   |      | Ia Ora te Nuna'a | Autonomisme Anti-indépendantisme Décentralisation Justice sociale Écologie                   | Centre à centre droit                  | Teva Rohfritsch   |

## Historique

### Lancement

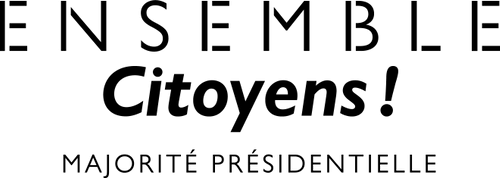
Logo initial du mouvement.

De longue date, François Bayrou, président du MoDem, propose un rassemblement des partis du centre et du centre droit dans une « maison commune ». À l'automne 2021, Richard Ferrand, alors président de l'Assemblée nationale française, le rejoint pour animer le mouvement Ensemble citoyens !, composé de plusieurs formations politiques,, :
- La République en marche, le parti soutenant Emmanuel Macron, président de la République française en exercice ;
- Mouvement démocrate, formation démocrate chrétienne[27] présidée par François Bayrou ;
- Agir, réunissant d'anciens membres du parti Les Républicains et de l'UDI.

Ils sont rejoints dans le mois qui suit par le Parti radical, fondé en 1901 et présidé par Laurent Hénart, par Horizons, parti de centre droit fondé par Édouard Philippe, Territoires de progrès, réunissant d'anciens membres du Parti socialiste, et En commun, parti fondé par Barbara Pompili et regroupant des personnalités politiques écologistes de gauche,.
Dès sa formation en novembre 2021, la direction de l'association, composée de quatre hommes — François Bayrou, Richard Ferrand, Édouard Philippe et le Premier ministre Jean Castex —, suscite des critiques. Des femmes parlementaires font publiquement le constat de l'absence de femmes dans sa composition et plus généralement dans les instances dirigeantes des diverses composantes de la majorité présidentielle,. Afin de promouvoir la parité et d'obtenir des postes à responsabilité, des députées créent le mouvement Les Simones, ainsi baptisé en référence à Simone Veil et Simone de Beauvoir,,,.
Le 14 janvier 2022, le parti Horizons suspend sa participation dans le rassemblement, à la suite d'une intervention supposée d'Emmanuel Macron contre une fusion avec Agir. Cependant, Édouard Philippe annonce sa réintégration lors d'un bureau politique le 18 janvier suivant.
Le 5 avril 2022 est enregistré un parti sous le nom de Renaissance. Le 10 mai 2022, le parti politique Renaissance prend officiellement le nom de « Ensemble pour la majorité présidentielle » de même que l'association pour son financement. Le nom « Ensemble pour la majorité présidentielle » déposé le 5 mai 2022 avait été préalablement déposé par l'UMP le 15 mai 2007 mais avait été abandonné. Le nom « Ensemble ! Majorité Présidentielle » est également déposé à l'INPI ce même 5 mai 2022.
En mai 2022, le nom Ensemble ! provoque une réaction du parti de gauche radicale Ensemble !, fondé en 2013 et prenant part à la coalition Nupes pour les élections législatives. Ses militants et dirigeants, dont Clémentine Autain, déposent une plainte en référé,, sur laquelle le tribunal judiciaire de Paris se déclare incompétent le 8 juin 2022, invitant le parti Ensemble ! à saisir le Conseil constitutionnel, juge de l'élection pour les élections législatives.

### Élections législatives de 2022
Le 5 mai 2022, la naissance de la confédération Ensemble est annoncée. Elle est constituée de trois partis politiques principaux : La République en marche (rebaptisée « Renaissance »), le MoDem de François Bayrou et d'Horizons d'Édouard Philippe. D'autres partis de dimension plus modeste, comme Agir, Territoire de Progrès ou le Parti radical y participeront. Ensemble est présidée par Richard Ferrand avec deux vice-présidents, François Bayrou et Édouard Philippe. Stanislas Guerini en sera le secrétaire général. La confédération Ensemble présentera une candidature unique par circonscription pour les élections législatives françaises de 2022. L'accord du 5 mai prévoit le nombre d'investiture, à savoir 400 pour La République en marche, 58 pour Horizons et 101 à 110 pour le Modem. Une association de financement unique sera créée pour tous les candidats d'Ensemble.

Logo pour les élections législatives de 2022.

Les candidats uniques se présenteront tous sous l'étiquette « Ensemble ! majorité présidentielle ». Une fois élus, les députés intègreront à l'Assemblée nationale l'une des trois principales formations d'Ensemble (Renaissance, Mouvement démocrate et Horizons).
Répartitions des circonscriptions par parti :
| Parti | Parti                                    | Abrév.                                   | Circonscriptions    | Proportion |
| ----- | ---------------------------------------- | ---------------------------------------- | ------------------- | ---------- |
|       | La République en marche                  | LaREM                                    | 275                 | 49,2%      |
|       | Mouvement démocrate                      | MoDem                                    | 101                 | 17,5%      |
|       | Horizons                                 | HOR                                      | 58                  | 10%        |
|       | Agir                                     | Agir                                     | 19[réf. nécessaire] | 3,4%       |
|       | Territoires de progrès                   | TDP                                      | 66[réf. nécessaire] | 11,8%      |
|       | Parti radical                            | PR                                       | 12                  | 2,1%       |
|       | En commun                                | EC                                       | 9[réf. nécessaire]  | 1,6%       |
|       | Autres partis, soutiens et Divers centre | Autres partis, soutiens et Divers centre | 24                  | 4,3%       |
|       |                                          |                                          |                     |            |
| Total | Total                                    | Total                                    | 559                 | 100%       |

### Élections législatives de 2024
Après le mauvais résultat réalisé par la liste de la majorité présidentielle aux élections européennes de 2024, le président de la République, Emmanuel Macron, annonce dissoudre l'Assemblée nationale et convoquer des élections législatives anticipées les 30 juin et 7 juillet.
La majorité présidentielle repart unie et est rejointe par l'Union des démocrates et indépendants derrière la bannière commune « Ensemble pour la République ». Ces élections sont marquées par une défaite pour la majorité présidentielle, qui perd près de cent sièges, dans une assemblée où la tripartition se consolide.
Le 21 septembre, la composition du gouvernement est annoncée ; Ensemble pour la République obtient vingt-et-un postes ministériels.
Après la censure du gouvernement Barnier, Ensemble pour la république obtient vingt-trois postes ministériels dans le gouvernement Bayrou.

## Dirigeants
- président : Richard Ferrand
- vice-présidents : François Bayrou et Édouard Philippe[réf. nécessaire]

## Résultats électoraux

### Élections législatives
| Année | 1er tour  | 1er tour | 1er tour | 2d tour   | 2d tour | 2d tour | Sièges    | Issue             | Gouvernement    |
| Année | Voix      | %        | Rang     | Voix      | %       | Rang    | Sièges    | Issue             | Gouvernement    |
| ----- | --------- | -------- | -------- | --------- | ------- | ------- | --------- | ----------------- | --------------- |
| 2022  | 5 857 561 | 25,75    | 1er      | 8 002 419 | 38,57   | 1er     | 245 / 577 | Majorité relative | Borne - Attal   |
| 2024  | 6 974 653 | 21,76    | 3e       | 6 918 312 | 25,36   | 3e      | 165 / 577 | Minorité          | Barnier- Bayrou |

### Élections européennes
| Année | Voix      | %     | Rang | Sièges  |
| ----- | --------- | ----- | ---- | ------- |
| 2024  | 3 614 646 | 14,60 | 2e   | 13 / 81 |